# Volfas Engelman
Volfas Engelman is een Litouws biermerk. Het bier wordt gebrouwen in Brouwerij Volfas Engelman in Kaunas. 

## Varianten
- Balta pinta, blond troebel witbier met een alcoholpercentage van 5%
- Jubiliejinis, amberkleurig bier met een alcoholpercentage van 5,3%, gecreëerd ter gelegenheid van het 160-jarig bestaan van de brouwerij. Gebrouwen met Pilsnermout, Munichmout en Galaxyhop uit Australië.
- Bravoro pinta, blond bier met een alcoholpercentage van 5,2%, gebrouwen met 4 soorten hop, Saaz, Hallertau Mittelfrüh, Hallertauer Magnum en Hallertauer Taurus.
- Rinktinis, blond bier met een alcoholpercentage van 5,2%, gebrouwen met 2 hopsoorten, Perle en Hallertauer Magnum. De naam verwijst naar het populaire bier tijdens het interbellum.
- Pilzeno, blond bier, type pils, met een alcoholpercentage van 4,7%
- Imperial porteris, donkerbruin bier, type Baltische porter, met een alcoholpercentage van 6%; gebrouwen met Pilsnermout en Caramout en 2 hopsoorten, Perle en Hallertau Magnum
- Nealkoholinis, blond alcoholarm bier met een alcoholpercentage van 0%